# The Gray Man
The Gray Man är en amerikansk action-thrillerfilm från 2022. Filmen är regisserad av Anthony och Joe Russo, med manus skrivet av Christopher Markus och Stephen McFeely, baserad på romanen med samma namn av Mark Greaney.
Filmen hade en limiterad biopremiär den 15 juli 2022, för att senare släppas på streamingtjänsten Netflix den 22 juli samma år.

## Rollista (i urval)
- Ryan Gosling – Courtland Gentry
- Chris Evans – Lloyd Hansen
- Ana de Armas – Dani Miranda
- Jessica Henwick – Suzanne Brewer
- Regé-Jean Page – Carmichael
- Wagner Moura – Laszlo Sosa
- Julia Butters – Claire
- Dhanush – Avik San
- Alfre Woodard – Margaret Cahill
- Billy Bob Thornton – Fitzroy

## Produktion
Filminspelningarna skulle börja den 18 januari 2021 i Long Beach, Kalifornien, men blev försenad till den 1 mars. Filmen spelades in i Europa under våren på platser som Prag, Slottet i Chantilly, Kroatien och Baku. Inspelningarna avslutades den 31 juli 2021.
The Gray Man hade en budget på över $200 miljoner, vilket gör den till en av Netflix dyraste originalfilm.

## Uppföljare
Efter filmens debuthelg blev det klart att det kommer en uppföljare med Gosling, Dhanush och bröderna Russo som återvänder till sina respektive roller. Det kommer även spinoff-film med Paul Wernick och Rhett Reese som manusförfattare.